# Électrode au sulfate mercureux
L'électrode au sulfate mercureux saturé en K2SO4, est une électrode de référence. Elle fait intervenir les couples redox suivants :
Hg/Hg2SO4 / K2SO4 saturé.
Le potentiel pris par l'électrode dépend uniquement de la concentration en ions sulfates. Le potentiel de l'électrode au sulfate mercureux est donc fixé par la concentration de la solution de K2SO4 dans laquelle elle baigne : concentration molaire, décimolaire, ou saturée.
Le potentiel à 25 °C de l'électrode Hg/Hg2SO4/K2SO4 saturé par rapport à l'électrode normale à hydrogène est :
E = 0,6513 V/ENH